# Sjömarken och Viared
Sjömarken och Viared är en av SCB år 2018 avgränsad och namnsatt tätort i Borås kommun, belägen vid Viaredssjön cirka 5 kilometer väster om centralorten. Orten omfattar samhällena Sjömarken och Viared.
År 2015 ingick bebyggelsen i den då av SCB avgränsade och namnsatta tätorten Sandared, Sjömarken och Viared vars område före 2015 utgjordes av tätorterna Sandared, Sjömarken och Viared samt småorterna Viareds sommarstad och Viared och Lund. Denna gemensamma tätort övertog tätortskoden  T5008 från tätorten Sandared.  

## Befolkningsutveckling
| Befolkningsutvecklingen i (Sandared, )Sjömarken och Viared 2015–2020 | Befolkningsutvecklingen i (Sandared, )Sjömarken och Viared 2015–2020 | Befolkningsutvecklingen i (Sandared, )Sjömarken och Viared 2015–2020 | Befolkningsutvecklingen i (Sandared, )Sjömarken och Viared 2015–2020 | Befolkningsutvecklingen i (Sandared, )Sjömarken och Viared 2015–2020 |
| -------------------------------------------------------------------- | -------------------------------------------------------------------- | -------------------------------------------------------------------- | -------------------------------------------------------------------- | -------------------------------------------------------------------- |
|                                                                      |                                                                      |                                                                      |                                                                      |                                                                      |
| År                                                                   |                                                                      |                                                                      | Folkmängd                                                            | Areal (ha)                                                           |
| 2015                                                                 | 2015                                                                 |                                                                      | 6 602                                                                | 968                                                                  |
| 2020                                                                 | 2020                                                                 |                                                                      | 3 830                                                                | 802                                                                  |
| Anm.: Ny tätort 2015, Sandared utbruten 2018                         |                                                                      |                                                                      |                                                                      |                                                                      |